# Helota sinensis
Helota sinensis is een keversoort uit de familie Helotidae. De wetenschappelijke naam van de soort is voor het eerst geldig gepubliceerd in 1882 door Olliff.